# Сарандапоро (дем Еласона)
Сарандопоро или Гликово (на гръцки: Σαραντάπορο) е историческо село в дем Еласона.

## География
Селото има стратегическа позиция до едноименния проход Сарандопоро между планините Довра (Фламбуро) и Амар бей (Архондики). Населението му е 580 жители към 2011 г. Основният поминък на жителите е земеделие и животновъдство.

## История
Стратегическото значение на мястото е оценено още в античността от Ксеркс в 480 г. пр.н.е., който нахлува оттук към Древна Гърция.
На 9 октомври 1912 г., по време на Балканската война, тук става известното сражение при Сарандапоро, спечелено от гръцката тесалийска армия срещу османската армия, благодарение на което предвожданата от престолонаследника Константинос I гръцка армия влиза в Македония.